# Torre de Agua de Outjo
La Torre de Agua de Outjo (en inglés: "Water Tower; Stone Tower"; originalmente en alemán: Wasserturm Outjo)  es una antigua estructura que se encuentra en Outjo, en la región de Kunene en el país africano de Namibia. 
Outjo sirvió durante el periodo colonial alemán en África occidental como un punto importante para la protección de las tropas. 
La torre de piedra se encuentra en el borde del Hotel Etosha Garden. El término es algo engañoso porque no es una torre de agua (con un tanque de agua) en el sentido habitual, sino más bien una estructura de soporte para una turbina de viento, similar a un molino de viento.